# Růžový panter (sdružení)
Růžový panter (RP) je česká nevládní nezisková organizace bojující proti korupci ve všech jejich známých formách. Byla založena 24. května 2002, kdy byla také registrována u Ministerstva vnitra ČR jako občanské sdružení mající za hlavní cíl monitorování korupce ve veřejné správě. Na počátku stála v čele organizace Iveta Jordánová.
Jméno organizace bylo s poněkud poetickým podtextem přejato ze známých filmů s úmyslem, že i velmi vážné věci mohou být zasazeny do satirického rámce.

## Aktivity
RP se snaží soustavně sledovat  události a děje, kde je příležitost a prostor ke korupci ve veřejné správě zahrnující zejména klientelistické vztahy, státní dotace přidělované neprůhledným způsobem firmám s neznámými vlastníky a veřejné zakázky. Organizace se dále zaměřuje na vymáhání informací, které musí být ze zákona veřejné, problematiku státních a evropských dotací a analyzování ukázkových případů, které demonstrují selhání výkonu státní správy. Zajímá se o bezpečnostní problematiku, zejména legislativu v oblasti utajovaných informací a bezpečnostní způsobilosti a Národní bezpečnostní úřad. Organizace se angažuje ve Sdružení místních samospráv České republiky.